# 圣阿加皮托
圣阿加皮托（義大利語：Sant'Agapito），是意大利伊塞尔尼亚省的一个市镇。总面积15平方公里，人口1394人，人口密度92.9人/平方公里（2009年）。ISTAT代码为094044。